# صموئيل أدجي
صموئيل أدجي (بالسويدية: Samuel Adjei)‏ هو لاعب كرة قدم سويدي في مركز الهجوم، ولد في 18 يناير 1992 في Eksjö ‏ في السويد. شارك مع منتخب السويد تحت 17 سنة لكرة القدم ومنتخب السويد تحت 19 سنة لكرة القدم. أما مع النوادي، فقد لعب مع نادي هارتلبول يونايتد ونيوكاسل يونايتد.

## وصلات خارجية
- صموئيل أدجي على موقع اتحاد السويد (السويدية)
- صموئيل أدجي على موقع قاعدة بيانات كرة القدم.إي يو (الإنجليزية)
- صموئيل أدجي على موقع Soccerbase.com (لاعب) (الإنجليزية)